# Veisiejai
Veisiejai (ryska: Вейсеяй) är en ort i Litauen. Den ligger i den södra delen av landet, 120 km sydväst om huvudstaden Vilnius. Veisiejai ligger 120 meter över havet och antalet invånare är 1 654.
Terrängen runt Veisiejai är platt. Runt Veisiejai är det glesbefolkat, med 20 invånare per kvadratkilometer. Närmaste större samhälle är Druskininkai, 19,7 km sydost om Veisiejai. Omgivningarna runt Veisiejai är en mosaik av jordbruksmark och naturlig växtlighet.